# Antonio Cosano
Antonio Cosano Cantos (Barcelona, 28 de marzo de 1977) más conocido como Toni Cosano es un entrenador de fútbol español que actualmente entrena al Mogreb Atlético Tetuán de la GNF 1.

## Trayectoria como entrenador
Es un entrenador de fútbol que dirigiría conjuntos base de las escuelas de UE Sant Andreu, CE Europa y CE Mataró.
Desde 2014 a 2016 dirigiría al CD Marianao Poblet de la Primera Catalana.
Más tarde, tendría experiencias en países foráneos como Corea del Sur y Argelia.
En 2017 se marcha a Angola para dirigir la academia del Atlético Petróleos de Luanda y su equipo sub-19, en la que trabajaría junto al entrenador del primer equipo Beto Bianchi.
En marzo de 2019, Beto Bianchi es destituido como entrenador del Atlético Petróleos de Luanda y es sustituido por Toni, después de caer eliminado en la primera fase de la Copa Confederación. Acabaría en segundo puesto de la Girabola 2018-19.
Durante la temporada 2019-20 realizaría una gran temporada y lideraría la Girabola 2019-20 hasta el parón de la liga por el COVID-19.
Esta misma temporada se clasificó para la fase de grupos de la CAF Champions League, eliminando al Matlama FC de Lesoto y al KCCA FC de Uganda respectivamente en las dos eliminatorias previas. Posteriormente disputaría dicha fase de grupos contra el Wydad de Casablanca de Marruecos, el Mamelodi Sundowns de Sudáfrica y el USM Argel de Argelia, todos ellos campeones de sus respectivas ligas, quedando tercer clasificado del grupo.
En julio de 2021, tras finalizar su paso por el Atlético Petróleos de Luanda, ficha, como primer entrenador, por el Mogreb Atlético Tetuán marroquí, de la primera división marroquí, la GNF 1 Botola Pro.

## Clubes
| Club                                | País                 | Año              |
| ----------------------------------- | -------------------- | ---------------- |
| UE Sant Andreu Fútbol base          | Bandera de España    | 2007-2008        |
| CE Europa Fútbol base               | Bandera de España    | 2009-2011        |
| RCD Espanyol (Scout)                | Bandera de España    | 2011-2012        |
| CE Mataró Fútbol base               | Bandera de España    | 2012-2013        |
| CD Marianao Poblet                  | Bandera de España    | 2014-2016        |
| Atlético Petróleos de Luanda Sub-19 | Bandera de Angola    | 2017-2019        |
| Atlético Petróleos de Luanda        | Bandera de Angola    | 2019-2021        |
| Mogreb Atlético Tetuán              | Bandera de Marruecos | 2021-Actualmente |